# 일본가재
일본가재는 가재속의 절지동물로, 일본의 고유종이다.